# James Lester Madden
Pour les articles homonymes, voir Madden.
James Lester Madden, né le 13 décembre 1909 à Boston et mort le 15 septembre 1984 dans la même ville, est un patineur artistique américain qui a participé à des compétitions en individuel et en couple artistique. Il est champion des États-Unis en 1934 en couple artistique avec sa partenaire et sœur Grace Madden.

## Biographie

### Carrière sportive
Dans les compétitions individuelles, James Lester Madden est quatre fois vice-champion des États-Unis de 1930 à 1934 derrière Roger Turner et double vice-champion nord-américain en 1931 et 1933. Il participe à deux championnats du monde en 1930 à New York et en 1932 à Montréal, ainsi qu'aux Jeux olympiques d'hiver de 1932 à Lake Placid.
Dans les compétitions des couples artistiques, il patine avec sa sœur Grace Madden. Champions des États-Unis en 1934, ils participent aux mondiaux de 1936 à Paris et aux Jeux olympiques d'hiver de 1936 à Garmisch-Partenkirchen.
Il arrête les compétitions en 1938.

### Études
Il est diplômé de l'Université Harvard et de la Harvard Business School.

## Palmarès
| Compétitions en individuel      | 1929 | 1930 | 1931 | 1932 | 1933 | 1934 | 1935 | 1936 | 1937 | 1938 |  |  |  |  |  |  |
| Jeux olympiques d'hiver         |      |      |      | 7e   |      |      |      |      |      |      |  |  |  |  |  |  |
| Championnats du monde           |      | 7e   |      | 6e   |      |      |      |      |      |      |  |  |  |  |  |  |
| Championnats d'Amérique du Nord | 4e   |      | 2e   |      | 2e   |      | 3e   |      |      |      |  |  |  |  |  |  |
| Championnats des États-Unis     | 3e   | 2e   | 2e   | 2e   | 2e   | 4e   | 3e   |      |      |      |  |  |  |  |  |  |
|                                 |      |      |      |      |      |      |      |      |      |      |  |  |  |  |  |  |
| Compétitions en couple          | 1929 | 1930 | 1931 | 1932 | 1933 | 1934 | 1935 | 1936 | 1937 | 1938 |  |  |  |  |  |  |
| Jeux olympiques d'hiver         |      |      |      |      |      |      |      | 11e  |      |      |  |  |  |  |  |  |
| Championnats du monde           |      |      |      |      |      |      |      | 6e   |      |      |  |  |  |  |  |  |
| Championnats d'Amérique du Nord |      |      |      |      | 4e   |      | 4e   |      | 3e   |      |  |  |  |  |  |  |
| Championnats des États-Unis     |      |      | 3e   | 4e   | 2e   | 1er  | 2e   |      | 2e   | 2e   |  |  |  |  |  |  |
| Légende : F = Forfait           |      |      |      |      |      |      |      |      |      |      |  |  |  |  |  |  |